# Pleurothallis colossus
Pleurothallis colossus är en orkidéart som beskrevs av Friedrich Fritz Wilhelm Ludwig Kraenzlin och Kerch. Pleurothallis colossus ingår i släktet Pleurothallis och familjen orkidéer. Inga underarter finns listade i Catalogue of Life.